# Revue horticole

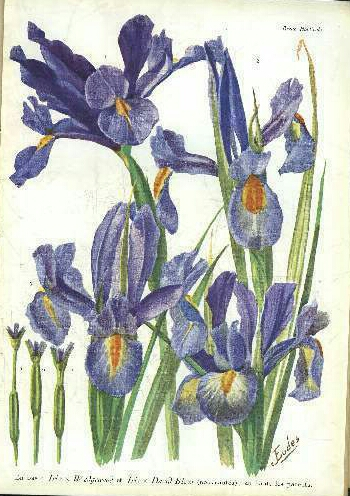
Illustration d'iris dans La Revue horticole, 1931 no 21.

La Revue horticole (en abrégé Rev. Hort.) était une publication périodique française consacrée à l'horticulture qui a été publiée de 1829 à 1974. 
Fondée en 1829 par des rédacteurs de l'almanach Le Bon Jardinier, elle a joué un rôle important dans la diffusion des connaissances et des pratiques horticoles en France et au-delà.

## Histoire et développement
La Revue Horticole a été créée dans un contexte d'essor de l'horticulture en tant que science et pratique. Elle visait à fournir aux professionnels et aux amateurs des informations précises et à jour sur les techniques de culture, les nouvelles variétés de plantes, les aménagements de jardins, et d'autres sujets connexes.
Au fil des ans, La Revue Horticole a connu plusieurs directeurs et collaborateurs, chacun apportant sa propre expertise et perspective.
En 1959 la SNHF propose un abonnement conjoint à la Revue horticole et à Jardins de France.
Au total 146 volumes ont été publiés de 1829 à 1974, année à partir de laquelle la revue fut remplacée par « P.H.M. revue horticole » fusion de Pépiniéristes, horticulteurs, maraîchers  (ISSN 0031-5087) et de Revue horticole (Paris)  (ISSN 0035-3302).
Pierre-Antoine Poiteau (1766-1854), botaniste, horticulteur et artiste, a joué un rôle majeur dans l'histoire de La Revue Horticole. Il en fut le rédacteur en chef de 1829 à 1851. Pendant cette période, il a contribué de manière significative à la revue en publiant de nombreux articles sur divers sujets liés à l'horticulture
Alphonse Du Breuil et Élie-Abel Carrière ont également été rédacteur en chef de la revue.
P.H.M. revue horticole s’arrêta en 2010, absorbé par Lien horticole  (ISSN 0293-6852).

## Contenu typique
La Revue Horticole traitait généralement des sujets suivants.
- Techniques de culture des fruits, légumes, fleurs et plantes ornementales.
- Description de nouvelles espèces et variétés de plantes.
- Conseils sur l'aménagement et l'entretien des jardins.
- Informations sur les maladies et les ravageurs des plantes, ainsi que sur les méthodes de lutte biologique et chimique.
- Comptes rendus d'expositions horticoles et de concours de plantes.
- Portraits de personnalités du monde de l'horticulture.

## Publications de Revue horticole
- Série no 1, vol. 1-3, 1829-1840 ;
- Série no 2, vol. 1-5, 1841-1846 ;
- Série no 3, vol. 1-5, 1847 à 1851 ;
- Série no 4, vol. 1-9, 1852-1860 ; 1861-1865 ; vol. 37+, 1866+.